# Barylypa schmiedeknechti
Barylypa schmiedeknechti là một loài tò vò trong họ Ichneumonidae.